# Mieczysław Łobodycz
Mieczysław Łobodycz (ur. 11 lutego 1911, zm. 16 listopada 2002) – polski dyplomata. 

## Życiorys
Syn Jana. Był pracownikiem Ministerstwa Spraw Zagranicznych PRL w latach 1945-1969. Od 1957 dyrektor Departamentu IV MSZ. W 1964 jako minister pełnomocny był delegatem polskim na genewskiej konferencji rozbrojeniowej. Sprawował stanowisko przedstawiciela dyplomatycznego PRL w Norwegii i Islandii od 29 września 1966 do 15 października 1969.
Był członkiem Gminy Wyznaniowej Żydowskiej w Warszawie. Zmarł 16 listopada 2002. Został pochowany na cmentarzu żydowskim przy ul. Okopowej w Warszawie.

## Odznaczenia
- Krzyż Komandorski Orderu Odrodzenia Polski (1964)[5]
- Krzyż Oficerski Orderu Odrodzenia Polski (1951)[6]
- Złoty Krzyż Zasługi – dwukrotnie (po raz drugi w 1954)[7]
- Srebrny Krzyż Zasługi (1946)[8]
- Medal 10-lecia Polski Ludowej (1955)[9]